# Рашко Робев
Рашко М. Робев е един от доайените на българското паркостроене, един от първите преподаватели във факултета по „Екология и ландшафтна архитектура“ на Лесотехническия университет през 1956 г.
Рашко Робев е роден в град Русе през 1921 г. През 1951 г. завършва образованието си като архитект в Държавната политехника. Дълго време творческите му усилия са насочени в областта ландшафната архитектура. От 1967 г. е ръководител на катедра „Озеленяване“ при ВЛТИ – София. Подготвя много специалисти в областта на териториалното и градоустройството и паркостроенето. Извършва редица научни изследвания и оказва проектанска консултативна и експертна дейност.
На ЕКСПО '90 в Япония, колектив с участието арх. Рашко Робев, инж. Богдан Робев, инж. Невяна Робева и инж. Владимир Полянов, съвместно с проект на експедицията на Ирландската градина печелят Голямия златен медал.

## Издадени трудове

### Самостоятелни
- Робев, Рашко. Дворни градини в Копривщица.   София, Земиздат, 1981. с. 88.

### В съавторство
- Р. Робев, Ив. Глухаров, Н. Каменов, Т. Димчев, В. Грозева. Проблемата за жилищния микрорайон в България.   София, БАН, 1960. с. 144.
- Рашко Робев, Иван Глухаров. Детски игрища. Проектиране и обзавеждане на детски площадки.   София, Техника, 1965. с. 137.
- Иван Глухаров, Рашко Робев. Жилищни терени. Структура, устройство, елементи и озеленяване.   София, Техника, 1970. с. 143.
- Рашко Робев, Иван Глухаров, Кръстан Каракашев, Мария Кънчева. Устройство на вилни парцели.   София, Земиздат, 1971. с. 102.
- Рашко Робев, Кръстан Каракашев. Парковете в големите български градове.   София, Земиздат, 1972. с. 75.
- Иван Глухаров, Стефан Станев, Методи Класанов, Рашко Робев. Известия на Научноизследователски институт по градоустройство и архитектура. Книга 26. Свитък 2: Планиране на селата в Българи.   София, Техника, 1973. с. 66.

### За него
- Ковачев, Атанас. Архитект Рашко Робев на 80 години.   Архитектура, 2001. с. 42.